# Oeonus edlichi
Oeonus edlichi är en fjärilsart som beskrevs av Carl Plötz 1886. Oeonus edlichi ingår i släktet Oeonus och familjen tjockhuvuden. Inga underarter finns listade i Catalogue of Life.